# Садовский, Денис Юрьевич
Дени́с Ю́рьевич Садо́вский (бел. Дзяніс Юр’евіч Садоўскі; род. 11 августа 1997, Тулово, Витебская область) — белорусский футболист, вратарь клуба «Молодечно-2018».

## Клубная карьера
Воспитанник витебской ДЮСШ «Двина». В 2015 году начал играть за дубль солигорского «Шахтёра», где со временем стал основным игроком. С 2017 года стал подтягиваться к основному составу, часто оставаясь на скамейке запасных. За основной состав «горняков» дебютировал 9 июля 2017 года в матче 1/16 финала Кубка Беларуси против столичного «Луча», когда вышел на замену во втором тайме.
В августе 2018 года был отдан в аренду в «Оршу», где стал игроком основного состава. В январе 2019 года перешёл в столичный «Энергетик-БГУ». В сезоне 2019 года играл за дубль, не появляясь в основном составе, а в следующем году попал в основной состав. Дебютировал в Высшей лиге 5 апреля 2020 года в матче против «Минска» (2:0), когда провел на поле все 90 минут. До лета прочно играл в основном составе, после чего снова стал выступать преимущественно за дубль.
В январе 2021 года продлил контракт со столичным клубом. В сезона 2021 иногда выходил в стартовом составе. В августе покинул «Энергетик-БГУ» и вскоре стал игроком российской «Томи». В декабре контракт с томским клубом по соглашению сторон был расторгнут.
В январе 2022 года перешёл в «Гомель». Дебютировал за клуб 7 апреля 2022 года в полуфинальном матче Кубка Беларуси против «Витебска». Первый матч за клуб в Высшей Лиге сыграл 11 апреля 2022 года против бобруйской «Белшины». В ответном полуфинальном кубковом матче 27 апреля 2022 года пропустил от «Витебска» гол, однако по сумме матчей вышел в финал. В финале Кубка Беларуси 21 мая 2022 года футболист также был основным вратарём и по итогу матча стал обладателем титула, победив борисовский БАТЭ. В июле 2022 года вместе с клубом отправился на квалификационные матчи Лиги конференций УЕФА. Первый матч сыграл 21 июля 2022 года против салоникийского «Ариса», пропустив 5 голов. В ответном матче футболист остался на скамейке запасных, а клуб вылетел с квалификаций еврокубкового турнира. На протяжении сезона футболист являлся основным вратарём клуба. Всего за клуб сыграл 25 матчей, в которых 6 раз оставил свои ворота нетронутыми. В январе 2023 года покинул клуб.
В январе 2023 года футболист перешёл в брестское «Динамо».
В январе 2024 года футболист стал игроком «Слуцка». Проведя за команду 6 матчей, в середине сезона перешел в могилевский «Днепр». В общей сложности сыграл за днепрян в 8 матчах. 
В начале 2025 года принял предложение «Молодечно-2018», вернувшегося высшую лигу. Молодечненский клуб стал десятой командой в карьере Садовского.

## Статистика
| Сезон    | Дивизион | Клуб               | Страна   | Матчи | Голы |
| -------- | -------- | ------------------ | -------- | ----- | ---- |
| 2015     | дубль    | Шахтёр (Солигорск) | Беларусь | 8     | -0   |
| 2016     | дубль    | Шахтёр (Солигорск) | Беларусь | 26    | -17  |
| 2017     | дубль    | Шахтёр (Солигорск) | Беларусь | 21    | -15  |
| 2018 (1) | дубль    | Шахтёр (Солигорск) | Беларусь | 12    | -11  |
| 2018 (2) | Д2       | Орша               | Беларусь | 13    | -22  |
| 2019     | дубль    | Энергетик-БГУ      | Беларусь | 15    | -22  |
| 2020     | Д1       | Энергетик-БГУ      | Беларусь | 12    | -23  |
| 2021 (1) | Д1       | Энергетик-БГУ      | Беларусь | 6     | -12  |
| 2021/22  | ФНЛ      | Томь               | Россия   | 8     | -12  |
| 2022     | Д1       | Гомель             | Беларусь | 21    | -28  |
| 2023 (1) | Д1       | Динамо-Брест       | Беларусь | 5     | -9   |
| 2023 (2) | Д1       | Славия-Мозырь      | Беларусь | 0     | 0    |
| 2024 (1) | Д1       | Слуцк              | Беларусь | 6     | -11  |
| 2024 (2) | Д1       | Днепр-Могилёв      | Беларусь | 6     | -12  |

## Достижения
«Гомель»
- Обладатель Кубка Беларуси: 2021/2022